# Makrofagne kolonije stimulirajoči faktor
Makrofagne kolonije stimulirajoči faktor ali M-CSF (angleško Macrophage colony-stimulating factor) je citokin, ki spodbuja krvotvorne matične celice, da se diferencirajo v makrofage ali sorodne vrste krvnih celic. Prav tako pomaga premagovati znotrajcelične virusne okužbe. 

## Mesta sinteze
M-CSF se sintetizira v monocitih, granulocitih, endotelijskih celicah in fibroblastih. Po aktivaciji so tudi limfociti B in T sposobni proizvodnje tega faktorja. Lahko pa nastaja tudi v nekaterih tumorskih celicah. Prav tako so odkrili, da tudi epitelijske celice maternice in vivo sintetizirajo M-CSF.

## Uravnavanje sinteze
Sintezo M-CSF lahko spodbudijo:
- interlevkin 1,
- TNF alfa
- IFN gama
- GM-CSF
- PDGF.

Dejavniki, ki povzročijo porast znotrajceličnega cAMP-ja, zavirajo njegovo sintezo:
- prostaglandini
- glukokortikoidi
- TGF beta
- ...[1]

## Zgradba
Aktivna oblika molekule se nahaja zunaj celic v obliki homodimera, povezanega z disulfidno vezjo. Najbrž nastane s proteolitično cepitvijo prekurzorske molekule, vezane na celično membrano.